# Словацька література
Словацька література — сукупність літературних творів, написаних словацькими письменниками та словацькою мовою.

## Середньовіччя

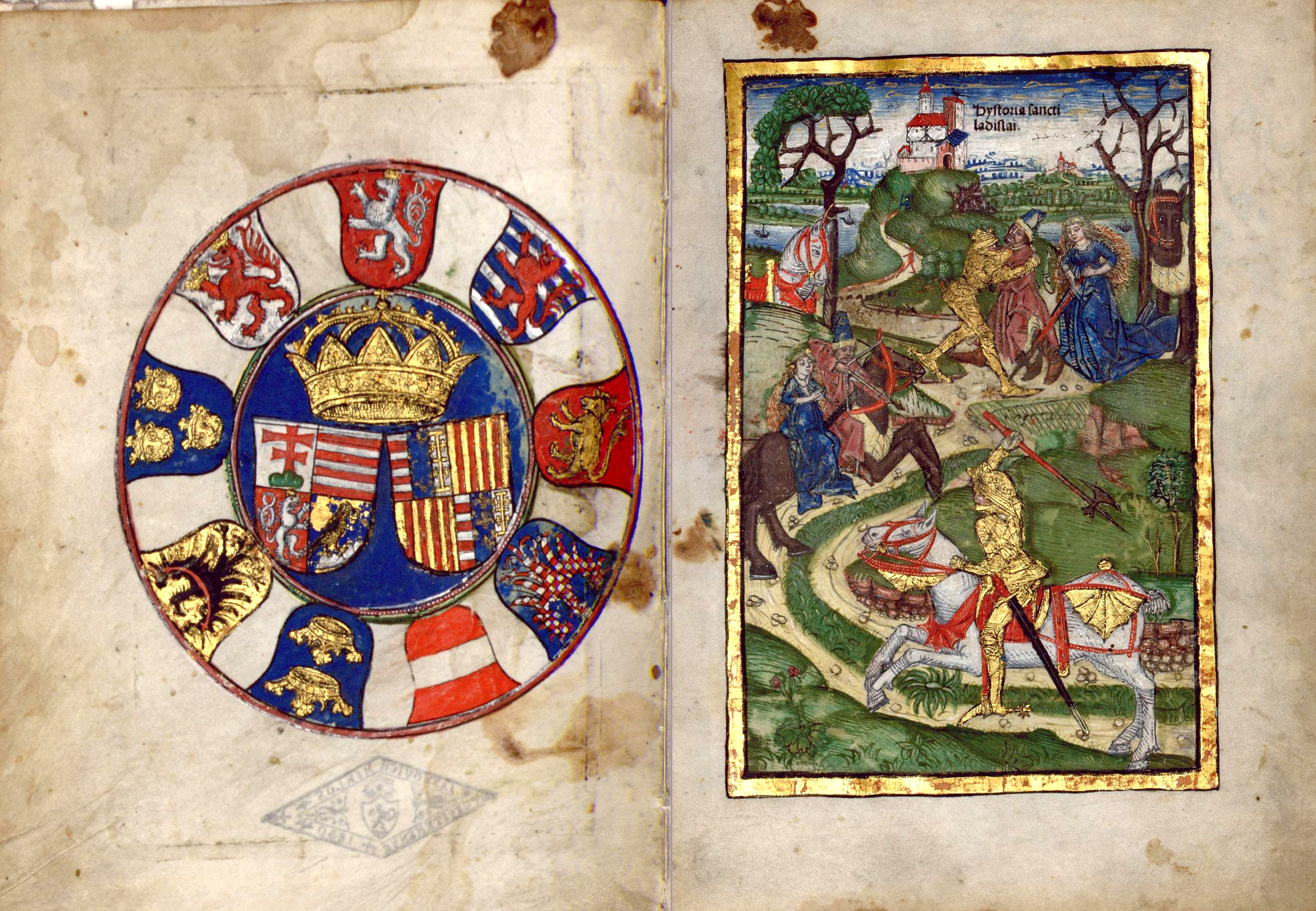
«Chronica Hungarorum»

Розвиток кириличної писемності на теренах сучасної Словаччини пов'язане з просвітницькою місією у Великоморавській державі братів Кирила і Мефодія в другій половині IX століття. У цей час з'являються старослов'янською Проглас (передмова до чотирьох Євангелій, авторство якого приписують Кирилу), часткові переклади Біблії, судебник (словац. «Zakon sudnyj ljudem»).
З включенням словацьких земель до складу Угорського королівства розпочинається панування латини аж до початку XV століття, коли під впливом ідей гуситів починається стрімкий розвиток чеської мови, що вбирала в себе словацьку розмовну лексику. З'являються мирські тексти, здебільшого це хроніки, найвідоміші середньовічні автори були угорцями: Янош з Турочі, автор «Угорської хроніки» (лат. Chronica Hungarorum), Святий Мавр з Печа. З цих часів збереглася збірка церковних пісень Вацлава Бзенецького зі словацькими глоссами, датована 1385 роком.

## 1500—1650

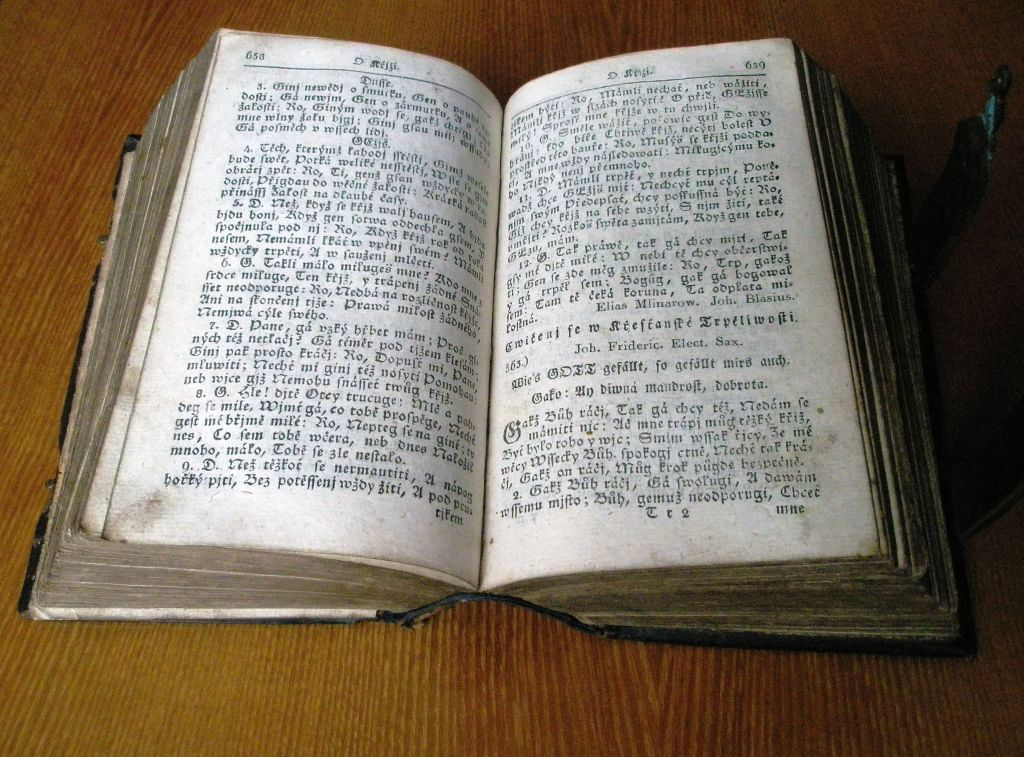
«Cithara Sanctorum» 1828 року видання

У цей час народна усна творчість, фольклор концентрується навколо творення національного епосу («Пісня про Сигетський замок», 1566). Ренесансна любовна поема «Сіладі і Хадміжі» невідомого авторства оспівує народну боротьбу проти турецького поневолення південної частини Словаччини. 1561 року була надрукована перша книга словацькою мовою — «Книга Клятви», авторства Васека Залеського.
За часів панування католицької церкви лірика (молитви, пісні) знаходилась під її цілковитим контролем і базувалась на класичній античній тематиці грецьких і римських творів. У XVI столітті Ян Фраштацький (словац. Ján Pruno Fraštacký) намагався перекладати на народну мову релігійні тексти. Юрай Трановський (1592—1637) — батько словацьких гімнів, випустив кілька збірок латиною, перша 1629 року «Odarum Sacrarum Sive Hymnorum Libri III». Проте найбільше відома його збірка 1636 року, «Cithara Sanctorum» видана чеською мовою в Левочі, що лягла в основу чеськословацьких лютеранських гімнів які виконуються й понині.

## 1650—1780

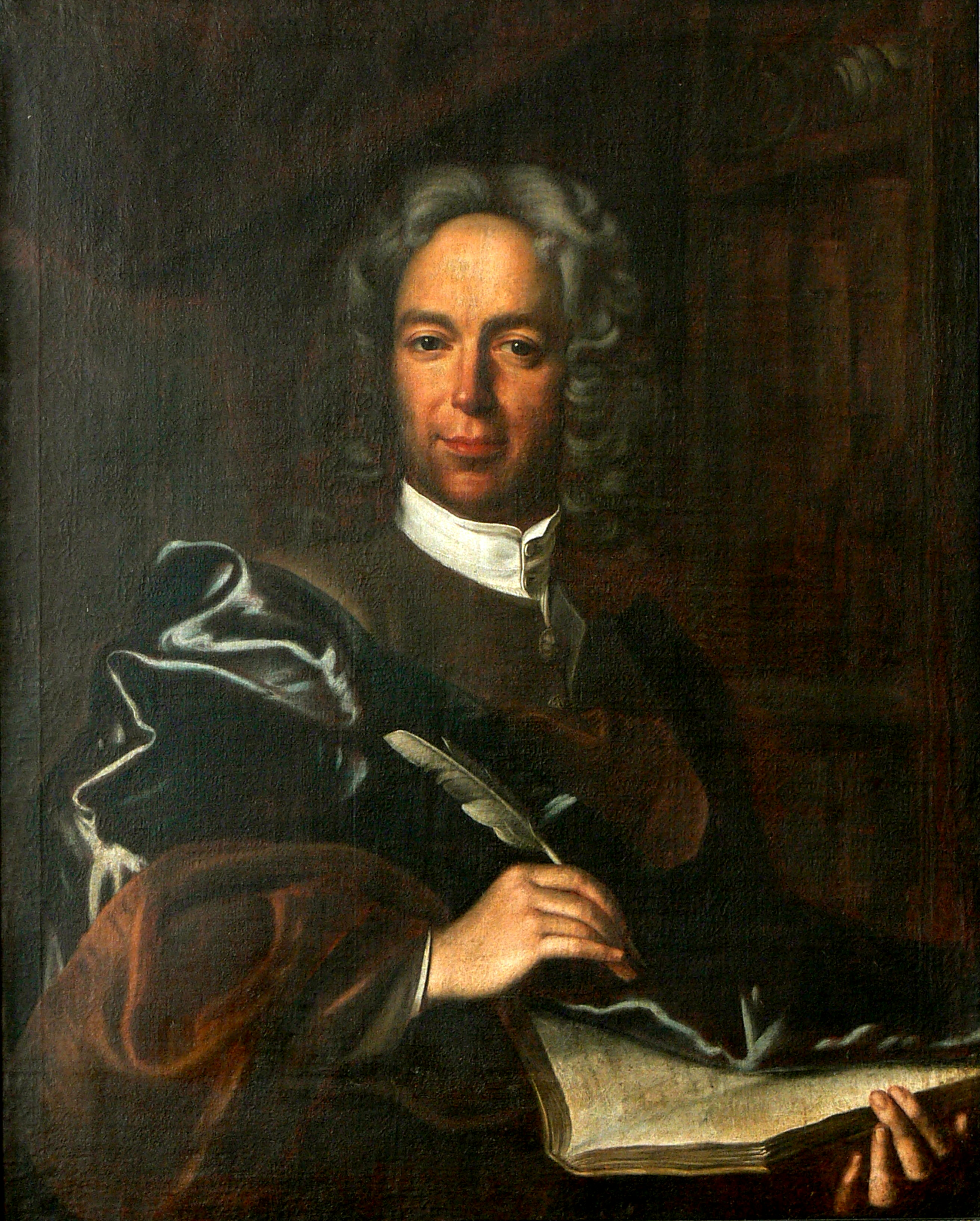
Матей Бел

У період бароко намітились чіткі відмінності між релігійною та світською літературою, яка почала розвиватися ще в епоху Відродження. Словацька література XVII—XVIII століть представлена патріотичними творами Я. Вавринця, М. Раковського, Ш. Пиларика (1615—1693) і Г. Гавловича (1712—1787), сюжет яких відображає національну боротьбу з турецькою навалою.
Наприкінці XVII сторіччя словацькою та чеською творив поет, письменник, драматург (шкільні драми), протестантський священик, композитор духовної музики Даніел Сінапіус-Горчічка (1640—1688). Він збирав народні прислів'я, вихвалячи словацьку мову, і критикував відсутність патріотизму серед своїх колег-священиків словаків. Народна творчість цього часу представлена казками, баладами, циклом пісень про народного месника Яношика.
Матей Бел (1684—1749) — словацький науковець, поет, енциклопедист, історик, філософ і просвітитель, автор історично-географічних описів Угорського королівства, якими він будив у словаків національну самосвідомість, розвивав почуття слов'янської спільності та національної гідності. На його честь у Банській Бистриці названо університет.
Гуголін Гавлович (1712—1787) — видатний представник словацького бароко, автор релігійних, моральних і освітніх праць («Школа духовна або навчання духовному спогляданню»), найвідоміша праця — «Школа пастухів — житниця вдач…» (словац. Valašská škola, mravúv stodola), складається з 17 862 віршів.

## 1780—1840
Наприкінці XVIII — початку XIX століть розвивається література просвітництва. Ця епоха словацького класицизму була частиною загальноєвропейського руху неокласицизму. Найвизначнішими представниками якої були письменники Йозеф Ігнац Байза (1755—1836), 1784 року видав перший роман словацькою мовою «Пригоди й хвилювання молодого Рене» (словац. René mláďenca príhodi a skúsenosťi); і Юрай Фандлі (1750—1811), «Таємна угода між ченцем і дияволом» (словац. Dúverná zmlúva medzi mňíchom a ďáblom). Підйом націоналізму в Європі після Французької революції породив національне відродження в словацькій літературі. У цей час філолог Антон Бернолак розробив перші нормативи словацької літературної мови на основі західнословацької говірки і видав свою «Граматику словацьку» (словац. Gramatica Slavika) 1787 року (так звана «бернолаччина»). У цей же час в протестантських колах паралельно розвивається література чеською мовою: Юрай Палькович (1769—1850), Августин Долежал (1737—1802).
Цей період ознаменувався появою періодики в Пресбурзі, 1780 року з'являється «Угорський інформаційний бюлетень» (угор. Magyar Hirmondó), а через 3 роки «Пресбурзькі новини» (словац. Prešpurské Noviny).
|                |                         |                                    |                                         |
| Антон Бернолак | «Наука словацької мови» | «Угорський інформаційний бюлетень» | Павел Шафарик на поштовій марці України |

Ідеї панславізму знайшли відображення в перлинах поезії Б. Табліца (1769—1832) і Яна Голли (1785—1849), поема «Святоплук» 1833 року; драматургії Яна Халупки (1791—1871), літературної діяльності Павла Йозефа Шафарика (1795—1861) і Яна Коллара (1793—1852). 1824 року побачила світ поема Яна Коллара «Донька Слави», що пропагувала ідеї слов'янської єдності. Поема складається з 150 віршів, що розбиті на три частини — Заале, Ельба, Дунай. У цей час творив ідеолог словацького національно-визвольного руху Людвит Штур (1815—1856) (так званий період «штуровського романтизму»). 1834 року Самуелем Томашиком була написана відома пісня — гімн панславістського руху, «Гей, слов'яни!».

## 1840—1871
Остаточна реформа словацької мови відбулась 1843 року, вона закріпила норми середньословацьких говірок як літературні. Але більшість словацьких вчених, особливо з середовища католиків виступили проти неї («Словацька горвірка, чи є потреба писати на ній» 1844 року).
Романтики Ян Халупка (1812—1883), який до 1848 року писав п'єси чеською; Андрей Сладкович (1820—1872); Янко Краль (1822—1876), перший поет, що почав писати новою кодифікованою мовою; Я. Ботто (1829—1881) у цей час пишуть твори, пройняті патріотичними мотивами, фольклорними пісенними традиціями героїчної особистості, мотивами історичних повістей Йозефа Гурбана (1817—1888), Яна Калинчака (1822—1871). 1853 року виходить єдина прижиттєва збірка поезій Яна Коллара «Наспіви та пісні» (словац. Spevy a piesne).
|           |              |                        |            |
| Ян Коллар | Людовит Штур | Пам'ятник Янкові Кралю | Ян Халупка |

Ідея слов'янського єднання, якою пройнята творчість Яна Коллара, знайшла відгомін у поезії Тараса Шевченка.

## 1872—1917

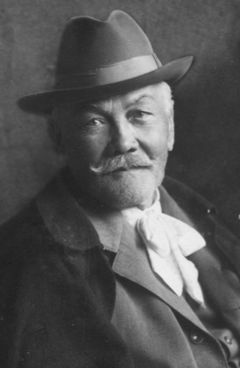
Павол Гвездослав

Становлення реалізму в словацькій літературі пов'язане з творчістю сатиричного прозаїка і драматурга Й. Заборського (1812—1876), поетів і прозаїків Павола Гвездослава (1849—1921), С. Ваянського (1847—1916), Мартіна Кукучина (1860—1928), одного з засновників сучасної словацької прози. Павол Орсаг народився в дрібнопоміщицькій родині на півночі Словаччини й усі свої перші літературні твори до 1860 року писав угорською мовою. 1871 року він підготував літературний альманах «Вперед» (словац. Napred), що знаменував собою початок нового літературного покоління словацької літератури. Орсаг увів до словацької поезії силабічне віршування, його стиль характеризується широким використанням слів-новотворів і виразів, що ускладнює переклад його творів іноземними мовами.
Остаточно реалізм утвердився в 1890-х роках разом із другим поколінням реалістів, «Молодою Словаччиною»: Б. Тімрава (1867—1951), Я. Єсенський (1874—1945), Й. Тайовський (1874—1940), Л. Под'яворинська. На початку 1900-х років І. Краско (1876—1958), В. Рой (1885—1936), І. Галл (1885—1955), узявши за основу принципи реалізму, модернізму і символізму, творять нову словацьку поетичну течію — «словацька модерна».

## 1918—1945
Після здобуття незалежності Чехословацькою республікою 1918 року осередком національної літератури у 1924—1937 роках став журнал «Дав», де співробітничали поети Я. Понічан, Л. Новомеський, прозаїк Петер Їлемницький (1901—1949), критики Е. Уркс (1903—1942), В. Клементіс, Д. Окалі. З цього часу мадярський вплив на розвиток словацької мови припиняється. Розвивається жанр соціально-аналітичного роману: Міло Урбан (1904—1982), роман 1927 року «Живий бич» (словац. Živý bič); Йоган Цігер-Гронський (1896—1962), роман 1933 року «Йозеф Мак» (словац. Jozef Mak); М. Разус (1888—1937); Г. Вамош (1901—1956).
|                   |            |                       |               |                |
| Петер Їлемницький | Міло Урбан | Йоган Цігер-Гронський | Людо Ондрейов | Маргіта Фігулі |

Видатні твори словацького реалізму XX століття: проза Ф. Краля (1903—1955), Л. Ондрейова, Я. Єсенського, П. Їлемніцького (1901—1949), і Лако Новомеського (1904), поезія Я. Понічана. Важливі твори цього часу: збірка поезій Новомеського «Святий за околицею» 1939 року, романи Петера Їлемницького «Поле неоране» 1932 і «Компас всередині нас» 1937 років. Одночасно виникають неоромантичні тенденції в прозі, лірізованная проза: Йоган Цігер-Гронський, Франтішек Швантнер (1912—1950), Доброслав Хробак (1907—1951), Людо Ондрейов (1901—1962), Маргіта Фігулі (1909—1995); сюрреалістичні течії в поезії, так званий «надреалізм» Рудольфа Фабра (1915), В. Рейсела (1910), Павла Бунчака (1915).

## 1945—1989
Відомі післявоєнні словацькі романісти і прозаїки: Ф. Гечко (1905—1960); Р. Яшик (1919—1960), посмертний роман 1961 року «Мертві не співають»; І. Горак (1907—1974); А. Беднар (1914); К. Лазарова; В. Мінач (1922), трилогія «Покоління»; І. Кот (1936); В. Шикула (1936); Д. Татарка; П. Ярош (1940).
Відомі післявоєнні словацькі поети: А. Плавка, П. Горов (1914), В. Мігалік (1926), Я. Костра (1910), М. Валек (1927).
На ниві літературної критики плідно працювали: А. Матушка, С. Шматлак, І. Куса, К. Розенбаум.
1953 року був заснований Інститут літературознавства Словацької академії наук в Братиславі — основний літературознавчий дослідницький центр країни.

## Союз словацьких письменників

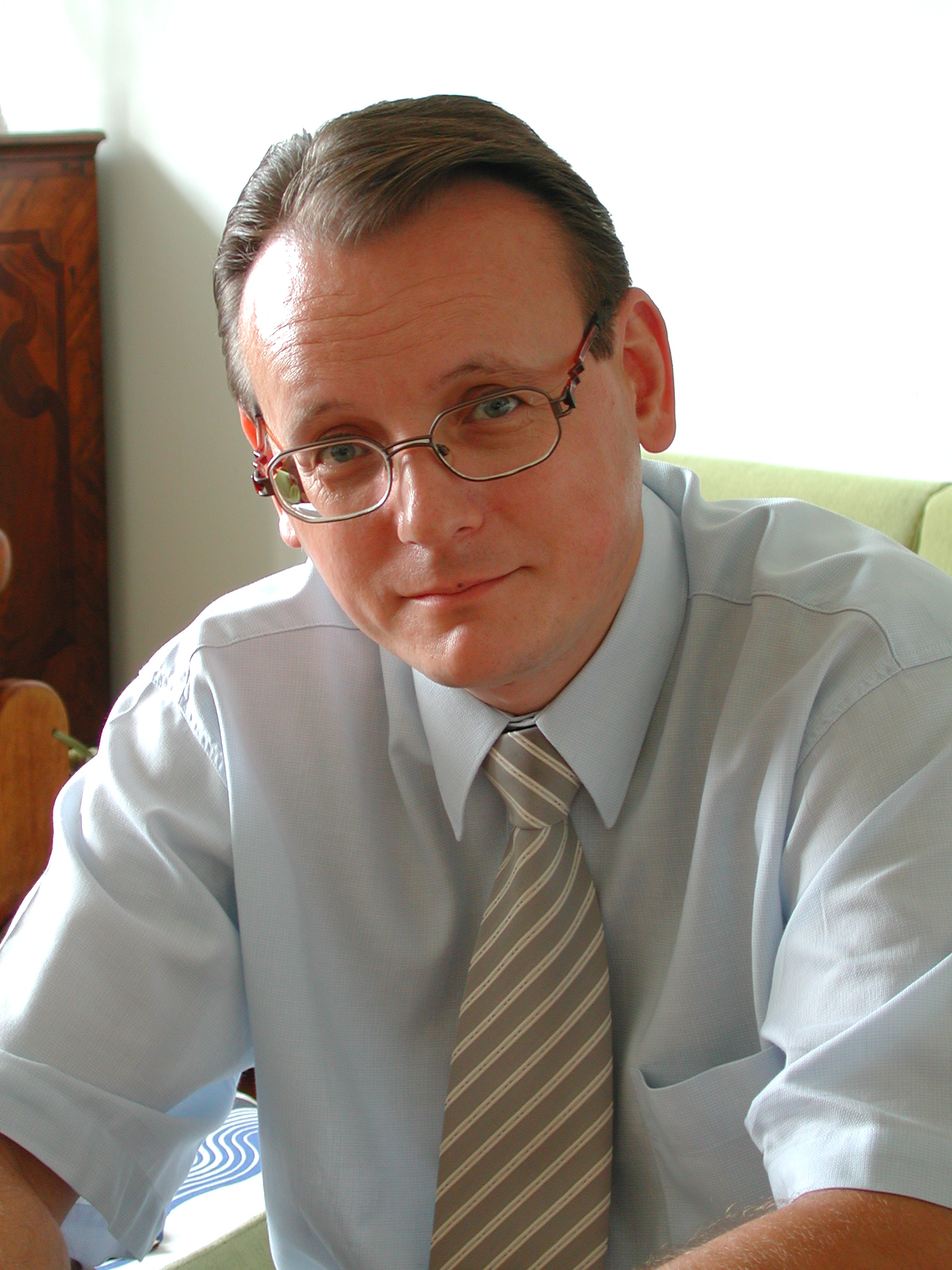
Павол Янiк

У 1923 році було створено Союз словацьких письменників (словац. Spolok slovenských spisovateľov). Союз має регіональні філії в Банській Бистриці, Кошицях, Нітрі, Трнаві і Жиліні. Видає 2 періодичних видання: «Літературний щотижневик» (словац. Literárny týždenník), журнал «Дотик» (словац. Dotyky). Щорічно публікує понад 30 книжок словацьких літераторів та перекладених творів. Керує союзом на різних посадах з 1998 року Павол Янік.

## Літературні конкурси й премії
- Юринова осінь (словац. Jurinova jeseň) у Чадці;
- Крила Івана Лаучика (словац. Krídla Ivana Laučíka) у Ліптовському Мікулаші;
- Літературні дні Павла Добшинського;
- Літературна Сеніца Ладіслава Новомеського (словац. Literárna Senica Ladislava Novomeského) у Сеніці;
- Літературний конкурс Йозефа Бранецького (словац. Literárna súťaž Jozefa Braneckého) у Тренчині[16];
- Петержальська гармонія Ферка Урбнка (словац. Petržalské súzvuky Ferka Urbánka) у Братиславі[17].

## Українсько-словацькі літературні відносини
Серед творів української літератури першими були перекладені Іван Котляревський, Тарас Шевченко, Марко Вовчок, Іван Франко, Михайло Коцюбинський, Леся Українка, Панас Мирний, Марко Кропивницький, Іван Карпенко-Карий, Олесь Гончар, Олександр Довженко, Володимир Сосюра.
Твори словацьких прозаїків (П. Їлемніцького, Ф. Гечка, Ф. Краля, Р. Моріца, Р. Яшика, К. Лазарової, В. Мінача) і поетів (П. Гвездослава, Л. Новомеського. А. Плавки, Я. Понічана, Я. Костри, П. Горова, М. Руфуса) на українську мову перекладали українські митці слова: Микола Бажан, Максим Рильський, Андрій Малишко, Микола Терещенко, Терень Масенко, Дмитро Павличко, Роман Лубківський. 1964 року була видана збірка «Словацька поезія. Антологія», а 1972 — «Слов'янське небо» у перекладі Романа Лубківського.
Українська діаспора Пряшівщині може пишатись творчим доробком місцевих українських поетів і письменників: Федора Лазорика, Федора Іванчова, В. Зозуляха.